# Marque de référence
 (février 2020).
Si vous disposez d'ouvrages ou d'articles de référence ou si vous connaissez des sites web de qualité traitant du thème abordé ici, merci de compléter l'article en donnant les références utiles à sa vérifiabilité et en les liant à la section « Notes et références ».
Cette page contient des caractères spéciaux ou non latins. S’ils s’affichent mal (▯, ?, etc.), consultez la page d’aide Unicode.
Le caractère de marque de référence ‹ ※ ›, aussi appelé astérisque de note ou komé (notamment au Japon du fait de sa ressemblance avec le kanji 米 【こめ】 kome), est un symbole typographique composé d’une croix formée de lignes diagonales et de quatre points chacun dans une région de cette croix.

## Histoire
Dans les manuscrits grecs et latins, l’astérisque a la forme de deux traits croisés à angle droit diagonalement ‹ ※ ›, analogue à la croix de saint André, ou verticalement ‹ ⁜ ›, pointés dans chaque angle,[réf. à confirmer]. Il a différentes significations : fin d’un poème, autre occurrence du même vers ailleurs, réparation d’une omission (chez Homère), signalement de vers authentiques, signalement de ce qui manque ou de l’ellipse.

## Utilisation contemporaine
En japonais, le komejirushi (« symbole de riz ») ou kome (« riz ») ‹ ※ ›, nommé par analogie au kanji 米 kome (« riz »), est utilisé pour indiquer une note dans le texte même, sans renvoi en pied de page. Par exemple :

動物の性はオスとメスがある. — Il y a des animaux mâles et femelles.

※ただし両性の動物も存在する. — ※ Il y a aussi des animaux hermaphrodites.

### En informatique
Dans la documentation du standard Unicode, la marque de référence est utilisée lorsque le nom d’un caractère est incorrect mais ne peut pas être modifié. L’alias normatif est précédé par la marque de référence. Par exemple :
01A2 Ƣ LATIN CAPITAL LETTER OI
       ※ LATIN CAPITAL LETTER GHA